# Олстон, Шарлотта
Шарлотта Олстон (англ. Charlotte Alston) — британская исследовательница, историк, специалист по связям России с Западом в XIX и XX веках. Доктор философии (2004), профессор истории и глава департамента гуманитаристики Нортумбрийского университета, где трудится с 2009 года, прежде лектор истории Ольстерского университета (2006-9), а также работала в Institute of Historical Research Лондонского университета (2003-6). Член редколлегий журналов Revolutionary Russia и Labour History Review. В 2017—2021 секретарь History UK. Член Королевского исторического общества (2009), старший феллоу Higher Education Academy (2014).
Получила в Ньюкаслском университете степень бакалавра истории с отличием в 1999 году, а также степени MLitt и PhD, обе по истории, соотв. в 2000 и 2004 годах. Получила PGCHE в 2009 году в Ольстерском университете.
Автор книг и статей о революциях и гражданской войне в России, русской эмиграции, мирном урегулировании после Первой мировой войны и международном влиянии мысли Толстого. В 2007 году вышла её первая книга, биография Гарольда Вильямса {Рец.}. Вторая монография — Tolstoy and His Disciples: the History of a Radical International Movement (I B Tauris, 2014).
Публиковалась в War in History, Russkii Sbornik, Journal of Modern European History.
Соредактор Bloomsbury Handbook of the Russian Revolution (2023).